# Canal 13 (Costa Rica)
Pour les articles homonymes, voir Canal 13.
Canal 13 est une chaîne de télévision publique costaricienne, propriété de et exploitée par Sistema Nacional de Radio y Television S.A. (SINART).